# Животворящ източник (Сяр)
„Животворящ източник“ (на гръцки: Ιερός Ναός Ζωοδόχου Πηγής) е православна църква в източномакедонския град Сяр (Серес), Егейска Македония, Гърция, част от Сярската и Нигритска епархия на Вселенската патриаршия.

## История
Църквата е разположена в западния край на града и е гробищният храм на Второ сярско гробище. Основният камък на храма е поставен на 22 септември 1978 година и строежът му завършва десет години по-късно и е открита от митрополит Максим Серски. В архитектурно отношение е базилика с купол.